# Língua lenje
Lenje é uma língua bantu da Zâmbia central
O dialeto Lukanga é falado pelos pigmeus Lukanga Twa, pescadores do Pântano Lukanga.
Nomes alternativos para o idioma são Chilenje, Chinamukuni, Ciina, Ciina Mukuni, Lengi, Lenji, and Mukun.